# Lingua proto-armena
Con il termine proto-armeno si intende la protolingua indoeuropea progenitrice di tutte le lingue armeniache.

## Definizione
La lingua proto-armena non ha una definizione terminologica precisa, poiché in letteratura questo termine è utilizzato anche per indicare semplicemente gli stadi più arcaici della lingua armena, la quale è l'unica sua discendente diretta nota, sino alle prime attestazioni dell'armeno classico, la cui prima attestazione scritta è la traduzione della Bibbia redatta nel V secolo da Mesrop Mashtots. Secondo questa particolare accezione non si tratterebbe di una protolingua in senso stretto, ma, più in generale, questa discussione terminologica s'innesta sull'attuale assenza di accordo riguardo al considerare le moderne varianti dell'armeno come dialetti o lingue a sé. Come molte altre protolingue, il proto-armeno non possiede attestazioni scritte, per tanto è stata ricostruita attraverso una combinazione di ricostruzione interna ed esterna, applicando il metodo comparativo con le ricostruzioni del proto-indoeuropeo. Pertanto lo sviluppo di questa lingua resta opaco e oggetto di molte speculazioni. Inoltre, la ricostruzione degli aspetti lessicali è complicata dalla presenza di numerosi prestiti frutto di lunghi contatti linguistici con vari ceppi linguistici come le lingue elleniche (greco antico), le lingue iraniche (antico persiano e partico), le lingue semitiche (aramaico e in misura minore arabo) e le lingue hurro-urartee.

## Sviluppo fonologico del proto-armeno
La peculiare fonetica della lingua armena per lungo tempo ha impedito agli studiosi di avvedersi dell'appartenenza alla famiglia linguistica indoeuropea e anche quando ciò avvenne, l'armeno venne semplicemente classificato come una lingua iranica eccentrica, prima che nel 1874 il linguista Heinrich Hübschmann non riconoscesse la sua estraneità a quest'ultimo gruppo. Infatti, i cambiamenti fonetici del proto-armeno (ad esempio, *dw- > erk-) sono vari, peculiari e, in molti casi, incerti e lo sviluppo dei suoi contrasti ha contribuito all'elaborazione della teoria glottalica. In particolare, lo spostamento consonantico armeno è stato spesso paragonato alla famosa Legge di Grimm del proto-germanico, perché in entrambi i casi, le occlusive sorde proto-indoeuropee divennero aspirate sorde (con alcune complicazioni riguardo al proto-indoeuropeo *p), le occlusive sonore divennero atone e le aspirazioni sonore divennero occlusive sonore. L'armeno condivide la vocalizzazione delle laringali prima delle consonanti in inizio di parola con il greco e il frigio: Il proto-indoeuropeo *h₂nḗr ("uomo", "forza") si è trasformato nel greco anḗr, nel frigio anar ("uomo") e nell'armeno ayr (da un possibile lemma proto-armeno *aynr). Collegamenti possono essere tracciati attraverso il resto della famiglia indoeuropea con l'albanese njeri, il latino Nero e neriōsus ("severo"), il gallese nerth, il persiano nar e il sanscrito nara. In certi contesti, le occlusive aspirate sono ulteriormente ridotte a w, h o Ø in armeno: ad esempio l'accusativo proto-indoeuropeo *pódm̥ ("piede") diventa póda in greco e otn in armeno, mentre il proto-indoeuropeo *tréyes ("tre") diventa treis in greco e erekʿ in armeno.
| PIE  | Armeno | Sviluppi peculiari |
| ---- | ------ | --- |
| *p   | h      | Ø (prima di o), w (post-vocalica), pʿ                                                                                                 |
| *t   | tʿ     | t (post-sibilante), y (intervocalica), d (dopo R), Ø (preconsonantica), w (prima di R e tra vocali posteriori), n (PIE *-nt > Arm. n) |
| *ḱ   | s      | š (PIE *ḱw > Arm. š), w (prima di r), Ø (preconsonantica)                                                                             |
| *k   | kʿ     | x (PIE *kH > Arm. x), g (PIE *[R]k > Arm. g) čʿ (PIE *ky > Arm. čʿ)                                                                   |
| *kʷ  | čʿ     | x, g, kʿ |
| *b   | p      | |
| *d   | t      | [r]k (PIE *dw > Arm. [r]k) |
| *ǵ   | c      | |
| *g   | k      | c |
| *gʷ  | k      | c |
| *bʰ  | b      | w (intervocalica) |
| *dʰ  | d      | ǰ (PIE *dʰy > Arm. ǰ) |
| *ǵʰ  | j      | z |
| *gʰ  | g      | ǰ |
| *gʷʰ | g      | ǰ, ž |
| *s   | h      | s (post-consonantica o prima di una costrittiva), Ø, -kʿ                                                                              |
| *h₁  | Ø      | e- |
| *h₂  | h      | a-, Ø |
| *h₃  | h      | a-, Ø |

| PIE | Armeno | Sviluppi peculiari                                                                |
| --- | ------ | --------------------------------------------------------------------------------- |
| *a  | a      |                                                                                   |
| *e  | e      | a (adiacente a *h₂) i (prima di h₁ o di una nasale) o (dopo *h₃) u (prima di *h₃) |
| *i  | i      |                                                                                   |
| *o  | o      |                                                                                   |
| *u  | u      |                                                                                   |

## Storia
Il dibattito accademico riguardo l'origine della lingua proto-armena è strettamente intrecciato con la questione dell'individuazione dell'Urheimat protoindoeuropea. Secondo la teoria kurganica un gruppo di indoeuropei (detti proto-balcanici) si mosse verso ovest, diffondendosi nella penisola balcanica, per poi raggiungere l'Anatolia e l'altopiano armeno tra la fine del XIII secolo a.C. e la prima metà del XII secolo a.C., durante il collasso dell'età del bronzo. Secondo gli antichi greci, i Frigi (chiamati nelle fonti assire con il nome di Muški) e i Brigi erano originari della penisola balcanica come gli stessi Greci; inoltre, lo storiografo greco-antico Erodoto sosteneva che gli Armeni fossero coloni provenienti dalla Frigia, la quale durante l'età del ferro comprendeva gran parte dell'Anatolia occidentale e centrale. Queste affermazioni sono state interpretate la prova di una coscienza da parte degli storiografiche antichi delle parentele linguistiche tra questi gruppi etnici. Infatti, secondo Igor Diakonoff, queste genti (retroattivamente chiamate armeno-frigi) si mescolarono con le antiche popolazioni locali, parlanti delle lingue anatoliche e lingue hurro-urartee, dando origine ai gruppi etnici di cui si ha notizia in età classica. Dalle fonti ittite e assire emerge come tra la tarda età del bronzo e l'antica età del ferro l'area compresa tra l'altipiano armeno, l'Anatolia orientale, l'alta Mesopotamia e l'altopiano iranico occidentale fosse controllato da un mosaico di entità politiche abitate da popolazioni parlanti probabilmente lingue hurro-urartee, quali Mitanni, Azzi-Hayasa, i Nairi, Diaueḫi, Etiuni, i Mannei e Urartu. In maniera analoga a quanto postulato per il rapporto tra le genti iraniche e l'Elam, si è supposto che i proto-armeni si stabilirono nelle regioni occidentali di Urartu, diventando l'élite dominante a seguito del collasso di quest'ultimo, quando la regione fu inglobata nell'Impero medo prima e nell'Impero persiano guidato dalla dinastia achemenide poi. Questa ipotesi sarebbe sostenuta dall'esistenza di un substrato urarteo e dei prestiti urartei nella lingua armena suggerisce un contatto precoce tra le due lingue e, forse, periodi di bilinguismo. Da un punto di vista genetico, una ricerca del 2019 ha mostrato una forte mescolanza di gruppi dal 3000 a.C. fino al crollo dell’età del bronzo. Mentre dopo il 1200 a.C. ca. i segnali di mescolanza sembrano diminuire a livelli insignificanti, mostrando una stabilizzazione del patrimonio genetico delle popolazioni dell'altopiano armeno, probabilmente a causa dall'isolamento geografico, successivamente sostenuto dallo svilupparsi di peculiarità culturali, linguistiche e religiose che persistono fino ad oggi.

## Ipotesi alternative
Nel corso della storia dell'indoeuropeistica sono state elaborate ipotesi alternative riguardo all'origine dei proto-indoeuropei. Tra queste vi sono l'ipotesi anatolica e l'ipotesi armena postulerebbero la lingua armena come uno sviluppo in situ della lingua proto-indoeuropea del III millennio a.C. e in continuità con questa ipotesi sarebbe stato messo in dubbio il collegamento tra i Muški delle fonti assire, che non restituiscono informazioni riguardo alla loro lingua, e gli antichi armeni. Diversi linguisti hanno sostenuto che la lingua armena si troverebbe in posizione equidistante tra le lingue greco-frige e le lingue indoiraniche. I sostenitori di queste ipotesi hanno cercato di individuare nella lingua armena prestiti provenienti da lingue anatoliche come il luvio e l'ittita, dalla lingua hattica e dall'accadico, argomentando, inoltre, come i dati genetici non corrisponderebbero alla cronologia inizialmente proposta per la migrazione verso est degli armeno-frigi. In alternativa, alcuni studiosi hanno provato a individuare collegamenti linguistici tra termini armeni e gli etnonimi di alcune entità politiche note solo grazie alle fonti redatte lasciati dai popoli vicini (come Ittiti, Urartei e Assiri) quali Azzi-Hayasa, Diaueḫi o Etiuni.